# Amblyomma humerale
Amblyomma humerale är en fästingart som beskrevs av Koch 1844. Amblyomma humerale ingår i släktet Amblyomma och familjen hårda fästingar. Inga underarter finns listade i Catalogue of Life.